# Jonny Coyne
Jonathan Coyne, detto Jonny (Regno Unito, 1º gennaio 1953), è un attore britannico.
Ha partecipato a molti film, teatri e serie televisive, ma è particolarmente conosciuto per aver interpretato, sebbene soltanto per qualche episodio, il personaggio di Warden Edwin James in Alcatraz e quello del Dr. Lydgate in C'era una volta nel Paese delle Meraviglie.

## Biografia
Coyne ha iniziato a recitare quando era soltanto un ragazzo, recitando nelle recite scolastiche. La sua performance fu così acclamata dal pubblico, che venne scritto un articolo nazionale sulle sue doti di recitazione, facendogli decidere di intraprendere la carriera di attore. Ha frequentato la Royal Academy of Dramatic Art a Londra, dove si è laureato, ricevendo il Hannam Clarke Award.
La sua prima apparizione in televisione è avvenuta nel 1990, nella serie televisiva London's Burning. Ha poi partecipato alla serie televisiva I viaggi di Gulliver ed è poi apparso in molte altre serie televisive, fin a quando nel 2003 ha recitato nel ruolo di Gus Petraki nel film Lara Croft: Tomb Raider - La culla della vita, pellicola che ha fatto aumentare enormemente la sua notorietà.

## Filmografia

### Cinema
- Segreti e bugie (Secrets & Lies), regia di Mike Leigh (1996)
- Lara Croft: Tomb Raider - La culla della vita (Lara Croft: Tomb Raider - The Cradle of Life), regia di Jan de Bont (2003)
- Irina Palm, regia di Sam Garbarski (2007)
- Coffee Sex You, regia di Marcel Grant (2010)
- Lo schiaccianoci (The Nutcracker in 3D), regia di Andrey Konchalovskiy (2010)
- London Boulevard, regia di William Monahan (2010)
- Would You Rather, regia di David Guy Levy (2012)
- Gangster Squad, regia di Ruben Fleischer (2013)
- Una notte da leoni 3 (The Hangower Part III), regia di Todd Phillips (2013)
- African Gothic, regia di Gabriel Bologna (2013)
- Lo sciacallo - Nightcrawler (Nightcrawler), regia di Dan Gilroy (2014)
- Beirut, regia di Brad Anderson (2018)

### Televisione
- London's Burning – serie TV, 1 episodio (1990)
- Metropolitan Police (The Bill) – serie TV, 5 episodi (1990-2008)
- I viaggi di Gulliver – miniserie TV (1996)
- Casualty – serie TV, 1 episodio (2004)
- EastEnders – serie TV, 1 episodio (2005)
- Pulling – serie TV, 1 episodio (2006)
- Testimoni silenziosi (Silent Witness) – serie TV, 1 episodio (2008)
- Hotel Babylon – serie TV, 1 episodio (2009)
- Merlin – serie TV, 1 episodio (2009)
- Big Top – serie TV, 1 episodio (2009)
- Miss Marple (Agatha Christie's Marple) – serie TV, 1 episodio (2010)
- Undercovers – serie TV, 2 episodi (2010)
- Alcatraz – serie TV, 13 episodi (2012)
- NTSF:SD:SUV – serie TV, 1 episodio (2013)
- C'era una volta nel Paese delle Meraviglie (Once Upon a Time in Wonderland) – serie TV, 2 episodi (2013)
- TURN – serie TV, 2 episodi (2014)
- Manhattan – serie TV, 2 episodi (2014)
- Newsreaders – serie TV, 1 episodio (2014)
- Mom – serie TV, 4 episodi (2014-2016)
- Gotham – serie TV, 1 episodio (2015)
- 22.11.63 (11.22.63) – miniserie TV, 5 episodi (2016)
- C'era una volta (Once Upon a Time) – serie TV, 1 episodio (2016)
- Twin Peaks – serie TV, 1 episodio (2017)
- The Blacklist – serie TV, 11 episodi (2017-2018)
- MacGyver – serie TV, episodio 2x14 (2018)
- Preacher – serie TV, 5 episodi (2018)

## Doppiatori italiani
Nelle versioni in italiano delle opere in cui ha recitato, Jonny Coyne è stato doppiato da:
- Paolo Marchese in Alcatraz, Gotham
- Luca Biagini in C'era una volta nel Paese delle Meraviglie, C'era una volta
- Pierluigi Astore in Lo sciacallo - Nightcrawler
- Saverio Moriones in Manhattan
- Carlo Valli in Gangster Squad
- Giorgio Locuratolo in Mom
- Giovanni Petrucci in 22.11.63
- Luca Graziani in The Blacklist
- Roberto Fidecaro in The Night Of - Cos'è successo quella notte
- Pietro Ubaldi in Preacher
- Alessandro Ballico in Bodies